# Gwendoline Neligan
Gwendoline Neligan (* 1906; † 1972) war eine britische Florettfechterin.

## Erfolge
Gwendoline Neligan wurde 1933 in Budapest im Einzel Weltmeisterin und gewann außerdem mit der Mannschaft die Silbermedaille. Im Jahr darauf sicherte sie sich in Warschau im Mannschaftswettbewerb Bronze. Von 1934 bis 1937 wurde sie viermal in Folge britische Meisterin im Einzel.